# 卧牛河镇
卧牛河镇，是中华人民共和国内蒙古自治区呼伦贝尔市扎兰屯市下辖的一个乡镇级行政单位。

## 行政区划
卧牛河镇下辖以下地区：
卧北社区、富裕村、长发村、五星村、一心村、红石村、靠山村、卧牛河村、新立村、大坝村、红卫村、红旗村、三道桥村和四道桥村。
镇内有卧牛河镇明德小学 卧牛河镇初级中学 扎兰屯市职业高中卧牛河分校